# Таван-Богдо-Ула
Тава́н-Бо́гдо-У́ла або Табин-Богдо-Ола, Танну-Богдо-Ола (монг. Таван Богд уул — «п'ять божественних гір») — гірський масив на південному сході Алтаю, розташований в області сходження кордонів Росії, Монголії і Китаю.
Вища точка масиву — гора Куйтен-Уул (Найрамдал), 4 374 м, розташована в аймаку Баян-Улгий і є вищою точкою Монголії. На південний схід від масиву розташований Монгольський Алтай, на заході — перевал Бетсі-Канас і хребет Південний Алтай. Північний схил масиву круто уривається до плоскогір'я Укок, на схід від якого розташований хребет Сайлюгем.
Масив складається з метаморфічних сланців і гранітів . Льодовики масиву Таван-Богдо-Ула — найбільші на Алтаї. У верхній частині масиву розташовано 35 льодовиків загальною площею близько 150 км², найбільші з яких — льодовики Потаніна (19 км; 56,5 км²) і Пржевальського (10,8 км, 30 км²) — названі на честь російських дослідників. Нижче льодовиків розташовані кам'яні розсипи, гірські тундри і альпійські луки. У нижньому поясі — хащі карликової берізки. Річкові долини з південного боку (річки Ховд і Манас) покриті модриновими лісами.
Льодовики масиву живлять найбільші річки регіону: Катунь, Кобдо і Іртиш. По масиву також проходить вододіл між сточищем Північного Льодовитого океану і безстічним басейном улоговин Центральної Азії.
Гірський вузол Таван-Богдо-Ула є священним для алтайських, тувинських, монгольських і китайських буддистів.

## Дивись також
- Укок
- Природний парк Укок
- Алтай-Таван-Богд (національний парк)

## Ресурси Інтернету
- Табин-Богдо-Ола у ВРЕ[недоступне посилання з липня 2019](рос.)
- Словник сучасних  географічних назв — Табин-Богдо-Ола[недоступне посилання з липня 2019](рос.)